# 科佩爾電台
科佩爾電台（斯洛文尼亞語：Radio Koper）是斯洛文尼亞廣播電視台一條以該國西南部沿海城市科佩爾為總部的地區性電台頻道，在1949年5月24日成立並於隔日開始向外廣播節目。這條頻道最初以斯洛文尼亞語、克羅地亞語以及意大利語廣播，1954年至1979年期間改為主要以意大利語廣播，僅在早上和傍晚保留兩節斯洛文尼亞語廣播時段，而自1979年起則改為只以斯洛文尼亞語廣播，其意大利語節目被轉移至同年成立的卡珀迪斯特利亞電台繼續播放。